# نيترازين
النترازين (بالإنجليزية: Nitrazine)‏ أو الفينافثازين (بالإنجليزية: phenaphthazine)‏ هو صبغ يستخدم كمؤشر للأس الهيدروجيني وغالبا ما يستخدم في المجالات الطب. ويُعتبر أكثر حساسية من ورقة عباد الشمس، ويشير النيترازين لدرجة الحموضة في نطاق 4.5 إلى 7.5. وعادة ما يستخدم النيترازين كمحلول ثنائي الصوديوم.